# Тода, Кадзуюки
Кадзуюки Тода (яп. 戸田 和幸 Тода Кадзуюки, род. 30 декабря 1977, Матида) — японский футболист и тренер.

## Карьера
На протяжении своей футбольной карьеры выступал за клубы «Симидзу С-Палс», «Тоттенхэм Хотспур», «АДО Ден Хааг», «Токио Верди», «Санфречче Хиросима», «ДЖЕФ Юнайтед Итихара Тиба», «Кённам», «Зеспакусацу Гумма», «Матида Зельвия», «Уорриорс».

## Национальная сборная
С 2001 по 2002 год сыграл за национальную сборную Японии 20 матчей, в которых забил 1 гол (21 марта 2002 года в ворота Украины в матче в Осаке). На чемпионате мира 2002 года в матче против сборной России в первом тайме схватил руками в своей штрафной Игоря Семшова, однако судья не заметил фол со стороны Тоды, японцы в итоге победили 1:0.

## Статистика за сборную
| Сборная Японии | Сборная Японии | Сборная Японии |
| Год            | Матчи          | Голы           |
| -------------- | -------------- | -------------- |
| 2001           | 10             | 0              |
| 2002           | 10             | 1              |
| Итого          | 20             | 1              |

## Достижения

### Командные
- Кубок Императора: 2001
- Кубок Джей-лиги: 1996